# Megalagrion williamsoni
Megalagrion williamsoni ist eine möglicherweise ausgestorbene Libellenart aus der Familie der Schlanklibellen (Coenagrionidae). Sie war auf der Hawaii-Insel Kauai endemisch und ist nur von zwei Exemplaren bekannt, die 1910 und 1920 gesammelt wurden. Das Artepitheton ehrt den Entomologen Edward Bruce Williamson (1877–1933), einen Libellenexperten vom University of Michigan Museum of Zoology.

## Merkmale
Maß- und Merkmalsangaben sind nur vom männlichen Holotypus bekannt. Die Körperlänge beträgt 45 mm und die Flügelspanne 50 mm. Der Kopf ist oberseits schwarz. Die Mundwerkzeuge sind dunkelgelb. Die Augen sind dunkelrot. Der schwarze Thorax hat breite, grobe gelben Flecken an der Unterseite ähnlich wie bei der sympatrisch vorkommenden Art Megalagrion adytum. Der Entomologe John Maciolek, der in den 1970er Jahren intensive Feldarbeit an den Megalagrion-Arten auf Kauai durchführte, hält daher beide Taxa für konspezifisch. Die Beine sind gelblich-braun. Das Abdomen ist an der vorderen Hälfte überwiegend schwarz und an der hinteren Hälfte rot. Die oberen und unteren Hinterleibsanhänge sind nahezu gleich lang. Von der Seite gesehen sind die oberen Hinterleibsanhänge an den Spitzen breit gegabelt. Von oben gesehen krümmen sie sich stark nach innen. Die Weibchen und die Larven sind unbeschrieben.

## Lebensraum und Lebensweise
Megalagrion williamsoni war vom Alakai-Sumpf auf Kauai bekannt, wo das Typusexemplar in der Nähe von Lihue in einer Höhenlage von 1.500 Fuß (etwa 460 m) an einem Wasserlauf gesammelt wurde. Größe und Färbung der männlichen Imago lassen vermuten, dass die Fortpflanzung entweder terrestrisch oder in Sickerwasser-Habitaten erfolgte. Über die Lebensweise ist nichts bekannt geworden.

## Systematik
Robert Cyril Layton Perkins beschrieb diese Form 1910 als Agrion williamsoni. Clarence Hamilton Kennedy stellte sie 1917 in die Gattung Megalagrion.

## Status
Megalagrion williamsoni ist nicht von der IUCN Red List erfasst. Die Art steht jedoch in der Kategorie GH (possibly extinct) beim Portal NatureServe. Megalagrion williamsoni war zunächst nur vom männlichen Holotypus bekannt, der 1910 im Alakai-Sumpf auf Kauai gesammelt wurde. Im Jahr 2000 erhielt der Entomologe Jerrell J. Daigle ein weiteres Exemplar, das 1920 gesammelt wurde. Intensive Suchexpeditionen auf Kauai in den 1970er und 1990er blieben erfolglos, so dass diese Art möglicherweise bereits ausgestorben sein könnte.